# Енаннатум II
Енаннатум II — правитель (енсі) шумерської держави Лагаш. Його правління припадало приблизно на другу половину XXIV століття до н. е.. Правив упродовж нетривалого часу.